# 8e régiment de chasseurs à cheval (France)
Le 8e régiment de chasseurs à cheval, ou Chasseurs de Guyenne, est une unité militaire française dont l'histoire remonte au XVIIIe siècle.

## Création et différentes dénominations
- 1749 : Volontaires de Flandres
- 1762 : Légion de Flandres
- 1779 : 2e Régiment de Chasseurs à cheval
- 1784 : Chasseurs des Pyrénées
- 1788 : Chasseurs de Guyenne
- 1791 : 8e Régiment de Chasseurs à Cheval
- 1814 : Chasseurs de Bourbon
- 1815 : 8e Régiment de Chasseurs à Cheval
- 1815 : Dissous
- 1815 : Chasseurs de la Côte-d'Or
- 1825 : 8e Régiment de Chasseurs à Cheval
- 1831 : Dissous (3e Chasseurs)
- 1831 : 8e Régiment de Chasseurs à Cheval
- 1940 : Dissous
- 1944 : 8e Régiment de Chasseurs à Cheval
- 1945 : Dissous
- 1956 : 8e Régiment de Chasseurs à Cheval
- 1959 : Dissous
- 1965 : Recréé comme régiment dérivé du 2e régiment de hussards
- 1er juillet 1979 : régiment dérivé du 6e régiment de cuirassiers. Devient le régiment de reconnaissance de la 102e Division d'Infanterie Mobilisée
- 30 juin 1994 : Dissolution

## Chefs de corps
- : de Sully
- 1792 : Albert "Victoire" Despret de la Marlière (remplace le précédent, nommé Maréchal de Camp)
- 1793 : Jean-François Combez, Chef de brigade
- 1804 : Jean-Baptiste Théodore Curto
- 1808 : Triaire
- 1811 : Alfred Armand Robert Saint-Chamans
- 1812 : Alexandre Edmond de Talleyrand-Périgord
- 1813 : François Joseph Planzeaux
- 1814 : Pierre Henry Schneit

- 1815 : César Laurent de Chastellux
- 1830 : Auguste Charles Joseph Hatry

- 1851 : de Drée
- 1852 : de Vignolles
- 1860 : Rigaud
- 1868 : Jamin du Fresnay
- 1870 : de la Porte
- 1876 : Pollard
- 1876 : de Saint-Roman
- 1881 : Sautelet
- 1885 : Chaverondier
- 1891 : du Hamel du Conchy
- 1892 : Allotte de La Fuÿe
- 1893 : Heyach
- 1895 : de Lamolère
- 1900 : de Nolet de Malvoüe
- 1906 : Renard
- 1907 : Imbert
- 1912 : Chassot
- 1917 : Gelbert (1864-1944)
- 1956 : Dehollain
- 1958 : Lefevre
- 1965 : colonel de la Chapelle
- 1965 : colonel Yves Chevalier de Lauzières
- 1967 : colonel Jacques de Vanssay
- 1969 : colonel de Taisne
- 1971 : colonel Robert Labouche
- 1973 : colonel Robert Chapuis
- 1978 : colonel Michel Lefort
- 1982 : colonel Daniel Chauvet
- 1985 : colonel Philippe Delaunay
- 1987 : colonel Claude Boscand
- 1991 : colonel Francis Lambert

## Historique des combats et batailles du8erégimentde chasseurs à cheval

### Ancien Régime
- 1756-1763 : Guerre de Sept Ans

### Guerres de la Révolution et de l'Empire
- 1792-1797 : Armée du Rhin, Armée de Rhin-et-Moselle
- 1793 :
  - 26 décembre : 2e bataille de Wissembourg
- 1799 : Armée du Danube
  - Bataille de Stockach
- 1800 : Armée du Rhin
- 1805 : Grande Armée
- 1806-1808 : Armée d'Italie
- 1809 : Campagne d'Allemagne
- 1810-1811 : Tyrol
- 1812 : Campagne de Russie
- 1813 : Campagne d'Allemagne
  - 16-19 octobre : Bataille de Leipzig
- 1814 : Campagne de France
  - 14 février 1814 : Bataille de Vauchamps
- 1815 : Campagne de Belgique

### 1815 à 1848
- 1832 : Siège de la citadelle d'Anvers
- 1840-41 : Conquête de l'Algérie par la France

### Second Empire
- 1859-61 : Conquête de l'Algérie par la France
- 1870-1871 : Guerre franco-prussienne de 1870
  - Au 17 août 1870, le 8e régiment de chasseurs à cheval fait partie de l'Armée de Châlons.

Avec le 7e régiment de chasseurs à cheval du colonel Thornton, le 8e forme la 1re brigade aux ordres du général de Vendœuvre. Cette 1re brigade, avec la 2e brigade du général de Béville,  constituent la division de cavalerie commandée par le général Lichtlin. Cette division de cavalerie évolue au sein du 12e corps d'armée ayant pour commandant en chef le général de division Lebrun.
- -     - 23 au 26 août 1870 - Marche vers l'est.
    - 30 août 1870 - Bataille de Beaumont. Mortellement blessé, le colonel Jamin du Fresnay est remplacé par le lieutenant-colonel Goulier.

### Première Guerre mondiale

#### Affectations
1914-18 : Première Guerre mondiale

### Seconde Guerre mondiale

#### Drôle de guerre
Le 8e régiment de chasseurs à cheval forme la 1re brigade de cavalerie (1re BC) avec le 1er régiment de hussards. La 1re BC fait partie de la 1re division de cavalerie lorsqu'en février 1940 les divisions de cavalerie sont transformées en divisions légères de cavalerie (DLC). La 1re BC n'est alors plus endivisionnée et dépend désormais directement de la 2e armée. En cas d'intervention en Belgique, la 1re BC doit participer à la manœuvre retardatrice en Ardenne en s'alignant sur la Vierre, en liaison entre la 5e DLC à gauche et la 2e DLC à droite.

### Guerre d'Algérie
- 1956-59 : Algérie[4]

### Garnisons
- 1790 : Fort-Louis
- mars 1792  : Arras
- 1801-1803 : Thionville
- 1832-1851 : Toul-Sedan-Maubeuge-Limoges
- 1851-1859 : Vienne
- 1859-1861 : Algérie ( Sétif - Constantine )
- 1871-1909 : Auxonne
- 1909- 1914 : Orléans
- 1918- 1940 : Orléans
- novembre 1944-mars 1945 : Orléans
- 22 mai 1956 - mai 1959 : Algérie: Lamartine-Ténès-Affreville-Theniet El Had-Orléansville-Oued Fodda

Régiment de réserve
- 1965-1994 : Laon-Orléans/Olivet

## Étendard
Il porte, cousues en lettres d'or dans ses plis, les inscriptions suivantes :
- Zurich 1799
- Hohenlinden 1800
- Wagram 1809
- La Moskowa 1812
- Bataille de l'Yser 1914
- Mézières 1918

## Uniformes

Uniformes
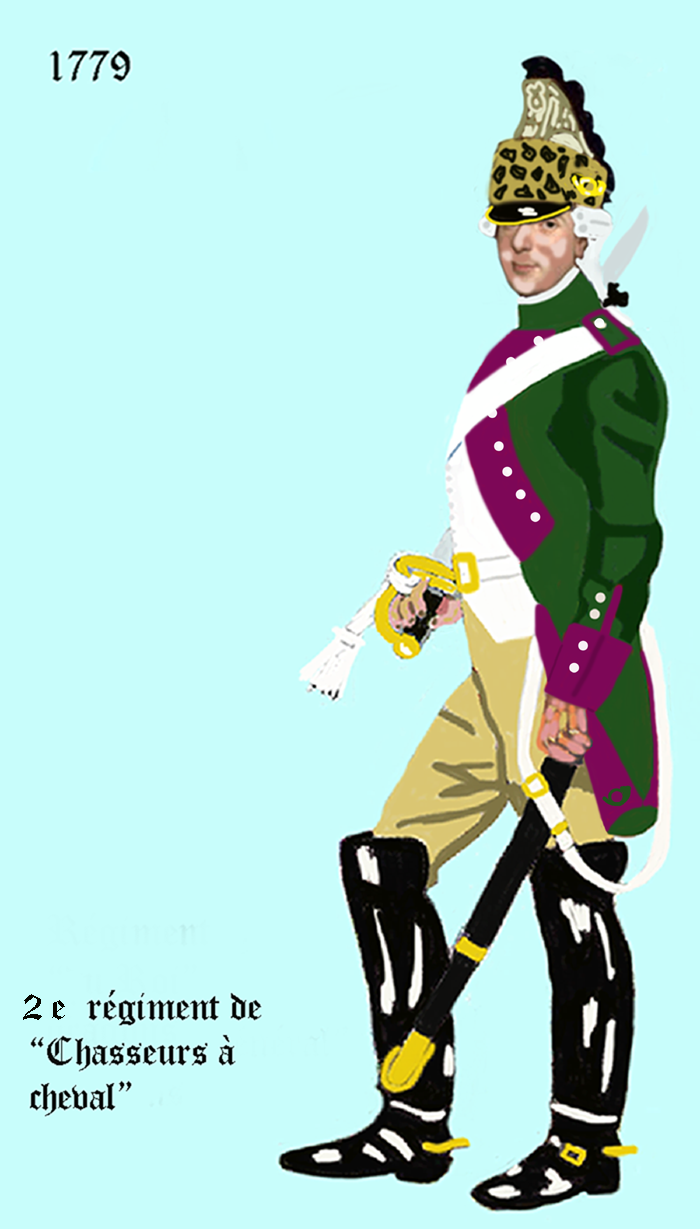
2e régiment de chasseurs à cheval de 1779 à 1784
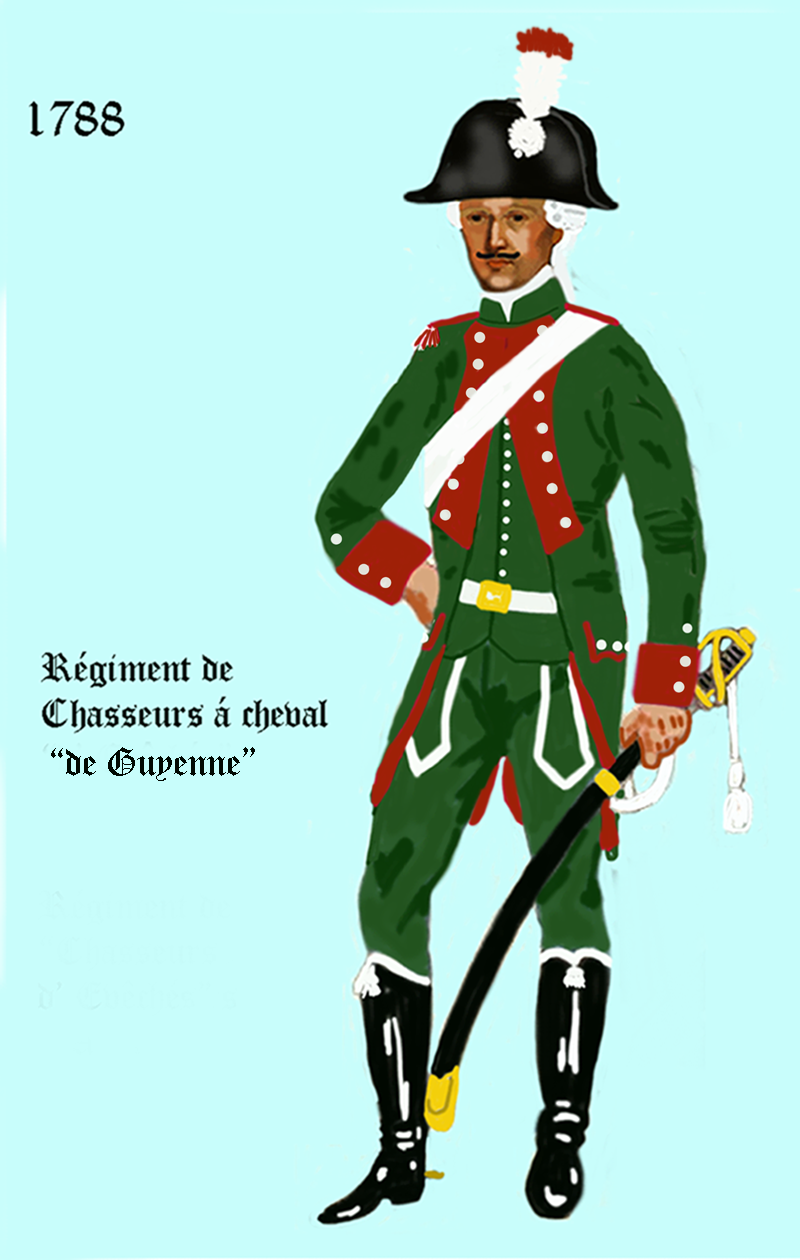
Régiment de chasseurs à cheval de Guyenne de 1786 à 1789
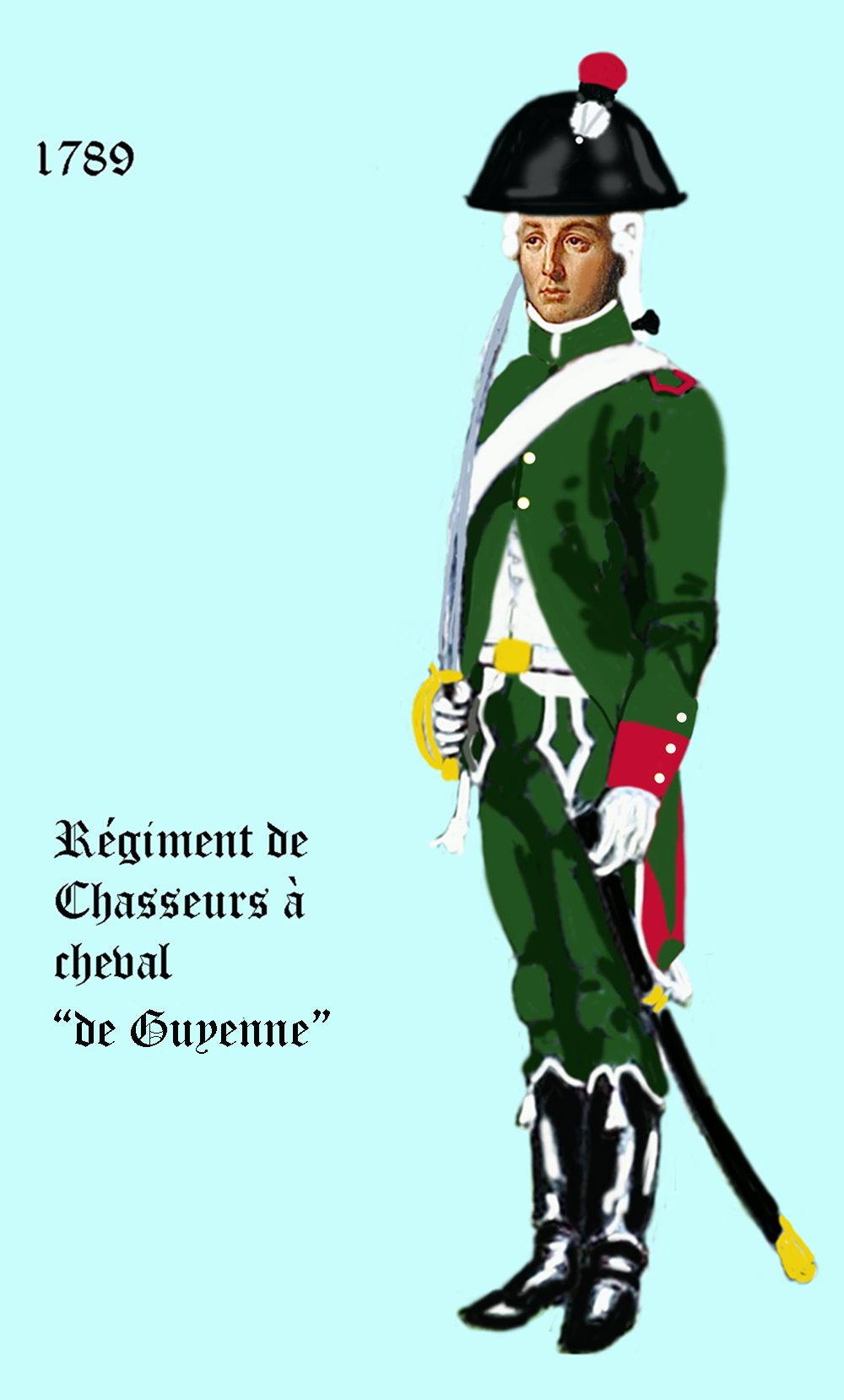
Régiment de chasseurs à cheval de Guyenne de 1789 à 1791
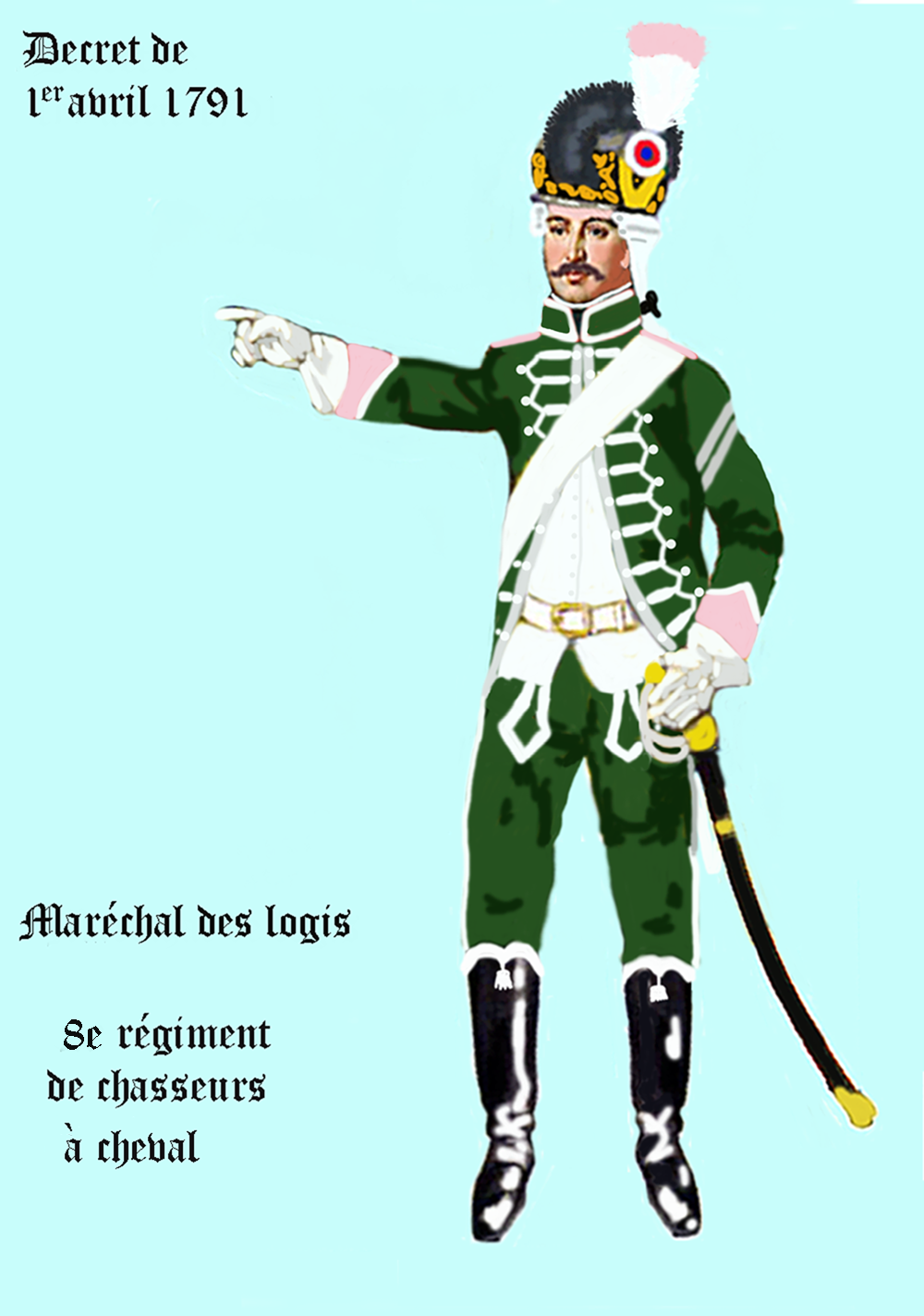
8e régiment de chasseurs à cheval par décret de 1791

## Traditions

### Insigne
Insigne porté de 1956 à 1959 et de 1965 à 1994:
"Dans un écu suisse de sinople bordé d'or, Jeanne d'Arc montée équipée et armée d'argent, en pointe un huchet contourné d'or chargé en abîme du chiffre "8" du même, au chef la devise "HUITIEME EN AVANT" en capital d'or."
Tenant garnison à Orléans depuis 1913, le 8e chasseurs s'est placé sous le patronage de Jeanne d'Arc qui délivra cette ville en 1429.

### Devise
Huitième, en avant !

### Décorations
- Croix de guerre 1914-1918 avec palme

## Personnalités ayant servi au8erégimentde chasseurs
- Albert Victoire Despret (1745-1825), chef de corps du régiment en 1792 ;
- Louis-Joseph Cavrois (1756-1833), général français ;
- Antoine Fortuné Brack (1789-1850), général français ;
- Jean Nanterre (1907-1996), résistant français, Compagnon de la Libération.

## Sources et bibliographie
- Roland Jehan et Jean-Philippe Lecce, Encyclopédie des insignes de l'Arme Blindée Cavalerie, tome II, Les chasseurs à cheval, Cheminements Éditions, 2008  (ISBN 978-2-84478-708-8)
- Historique du 8e régiment de chasseurs : campagne 1914-1918, Luxeuil, Faivre d'Arcier, 1919, 24 p., lire en ligne sur Gallica.
- Brevet de Colonel du général Albert Despret de la Marlière (Association familiale Despret)
- Etats de service (situation février 1792) du Général Albert Despret de la Marlière (Association familiale Despret)
- Portrait du général Albert Despret de la Marlière (Association familiale Despret)
- Passeport scellé du Capitaine Albert Despret de la Marlière de Besançon à Arras - Besançon, le 8 mars 1792 (Association familiale Despret)